# Il contrabbandiere (film 1916)
Il contrabbandiere (The Smugglers) è un film muto del 1916 diretto da Sidney Olcott.

## Trama

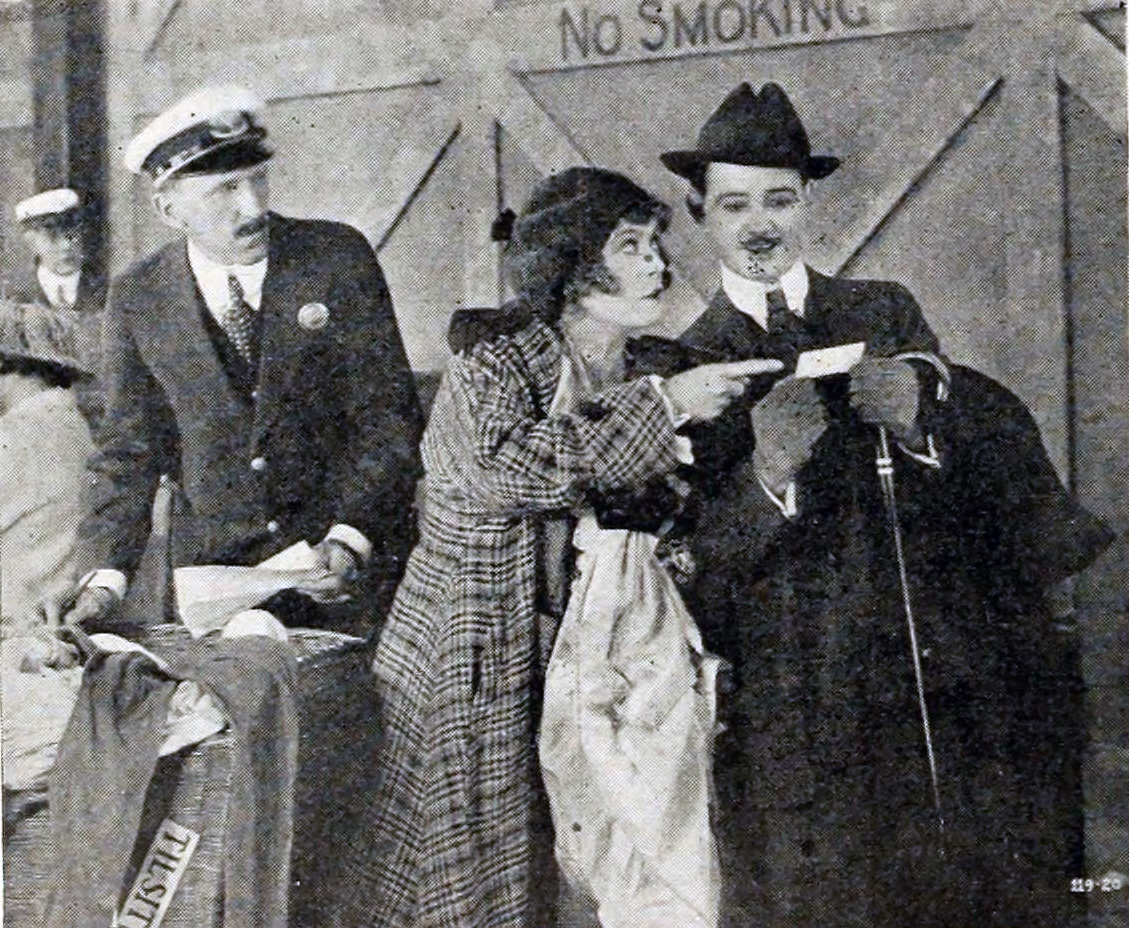
The Smugglers (1916)

Durante la luna di miele a Parigi, John Battleby Watts si convince a comperare un costoso gioiello per la sua giovane e capricciosa sposina. Ma il gioielliere si rifiuta di accettare l'assegno da 20.000 dollari con cui Watts vuole pagare il collier scelto. Mentre si avvia verso la banca dove vuole farsi accreditare il denaro che gli serve, vede un negozietto specializzato in imitazioni: convinto che la moglie non saprebbe distinguere un gioiello vero da uno falso, decide di comperare la copia. Poi, però, si pente e ritorna a comperare anche l'articolo genuino. Sulla strada dell'hotel, incontra Sally Atkins, una ballerinetta alla quale regala uno dei due gioielli: lui pensa di averle dato quello falso. In verità, la ragazza si è presa quello autentico.

## Produzione
Il film fu prodotto dalla Famous Players Film Company, la futura Paramount.

## Distribuzione
Il copyright del film, richiesto dalla Famous Players Film Co., fu registrato il 6 luglio 1916 con il numero LU8638. Lo stesso giorno, uscì nelle sale statunitensi distribuito dalla Famous Players-Lasky Corporation (Paramount Pictures).